# ZNF662
ZNF662 (англ. Zinc finger protein 662) – білок, який кодується однойменним геном, розташованим у людей на 3-й хромосомі. Довжина поліпептидного ланцюга білка становить 426 амінокислот, а молекулярна маса — 48 496.
| 10         |  | 20         |  | 30         |  | 40         |  | 50         |
| ---------- |  | ---------- |  | ---------- |  | ---------- |  | ---------- |
| MLENYGAVAS |  | LAAFPFPKPA |  | LISQLERGET |  | PWCSVPRGAL |  | DGEAPRGISS |
| GYPFLKPAGI |  | SHPEQVEEPL |  | NLKLQGEGPS |  | LICPEGVLKR |  | KKEDFILKEE |
| IIEEAQDLMV |  | LSSGPQWCGS |  | QELWFGKTCE |  | EKSRLGRWPG |  | YLNGGRMESS |
| TNDIIEVIVK |  | DEMISVEESS |  | GNTDVNNLLG |  | IHHKILNEQI |  | FYICEECGKC |
| FDQNEDFDQH |  | QKTHNGEKVY |  | GCKECGKAFS |  | FRSHCIAHQR |  | IHSGVKPYEC |
| QECAKAFVWK |  | SNLIRHQRIH |  | TGEKPFECKE |  | CGKGFSQNTS |  | LTQHQRIHTG |
| EKPYTCKECG |  | KSFTRNPALL |  | RHQRMHTGEK |  | PYECKDCGKG |  | FMWNSDLSQH |
| QRVHTGDKPH |  | ECTDCGKSFF |  | CKAHLIRHQR |  | IHTGERPYKC |  | NDCGKAFSQN |
| SVLIKHQRRH |  | ARDKPYNCQI |  | SHLLEH     |  |            |  |            |

A: Аланін

C: Цистеїн

D: Аспарагінова кислота

E: Глутамінова кислота

F: Фенілаланін

G: Гліцин

H: Гістидин

I: Ізолейцин

K: Лізин

L: Лейцин

M: Метіонін

N: Аспарагін

P: Пролін

Q: Глутамін

R: Аргінін

S: Серин

T: Треонін

V: Валін

W: Триптофан

Задіяний у таких біологічних процесах, як транскрипція, регуляція транскрипції, альтернативний сплайсинг. 
Білок має сайт для зв'язування з іонами металів, іоном цинку, ДНК. 
Локалізований у ядрі.